# Time's Up!
Time's Up — гра для вечірок, заснована на шарадах, авторства Пітера Сарретта, опублікована компанією R&R Games, виробником настільних та ігор для вечірок із Тампи, штат Флорида, США. Перше видання гри вийшло у 1999 році, а останнє, Time's Up! Deluxe, — у 2008 році. Це командна гра для двох і більше гравців, що проводиться у три раунди. Time's Up! заснована на класичній салонній грі Celebrity.

## Ігровий процес
Гра проводиться з використанням 40 випадково обраних карток з іменами, відомих як «Колода слави». Ця колода використовується у всіх трьох раундах. Кожна команда отримує 30 секунд, щоб відгадати якомога більше імен, причому один гравець у ролі «того, хто дає підказки» допомагає іншим («тим, хто відгадує»). Гравці можуть використовувати слова, звукові ефекти та шаради для підказок, але у 2-му та 3-му раундах можливість словесних підказок обмежується. Під час ходу команди один гравець є «давачем підказок», а решта — «відгадувачами».
- У першому раунді «давач підказок» бере картку з іменем та починає давати будь-які підказки своїм партнерам. Дозволено майже все: співати, наспівувати, показувати жести, повністю описувати особу тощо. Пропускати картку не можна. Раунд завершується, коли всі імена вгадані.
- У другому раунді «давач підказок» може вимовити лише одне слово як підказку, повторюючи його за потреби. Після виголошення слова можна використовувати лише невербальні підказки (звуки, жести). Команда має лише одну спробу для вгадування кожного імені, пропуск дозволено.
- У третьому раунді «давач підказок» не може використовувати жодних слів. Дозволено лише звуки та жести. Команда знову має лише одну спробу для вгадування кожного імені, пропуск дозволено.

Для досвідчених гравців існує додатковий четвертий раунд (опціональний), де «відгадувач» починає із заплющеними очима, а «давач підказок» завмирає в позі, що зображає підказку. Після цього «відгадувач» відкриває очі та робить одну спробу. Потім «давач підказок» переходить до наступної картки та повторює процедуру.

## Варіанти гри
Два доповнення до Time's Up були опубліковані компанією R&R Games у 2001 та 2002 роках, додаючи нові картки. У 2008 році вийшло Time's Up Deluxe, що поєднало найкращі картки з базової гри та обох доповнень з новими картками. Також у 2008 році видано Time's Up: Title Recall. У цій версії гравці повинні вгадувати назви книжок, фільмів, пісень тощо, дотримуючись тих самих основних правил.

## Нагороди
- 2013 Gra Roku — Номінант на звання «Гра року»
- 2010 Hra roku — Номінант
- 2008 Juego del Año — Фіналіст
- 2006 As d'Or — Переможець у номінації «Гра року»[2]
- 2005 Tric Trac — Номінант
- 2000 Mensa Select — Переможець
- 2000 «Гра року» за версією Australian Games Association